# Saratoga, Kalifornien
Saratoga är en stad i Santa Clara County, Kalifornien, USA. Den ligger på västra sidan av Santa Clara Valley, direkt väster om San Jose i San Francisco. Befolkningen var 30 318 år 2007.
Staden ligger på den västra kanten av Silicon Valley. Saratoga är lokalt känt för sin förorts/småstadskänsla samt för vingårdar och butiker. Under 2008 rankade CNN/Money Saratoga som nummer 4 i sin lista över städer där befolkningen är bäst avlönad. Saratoga blev även utsedd av Forbes år 2009 som en av USA:s topp 20 bäst utbildade småstäder. Stora sevärdheter är Villa Montalvo, Hakone Gardens och Mountain Winery.